# Conjetura de Painlevé

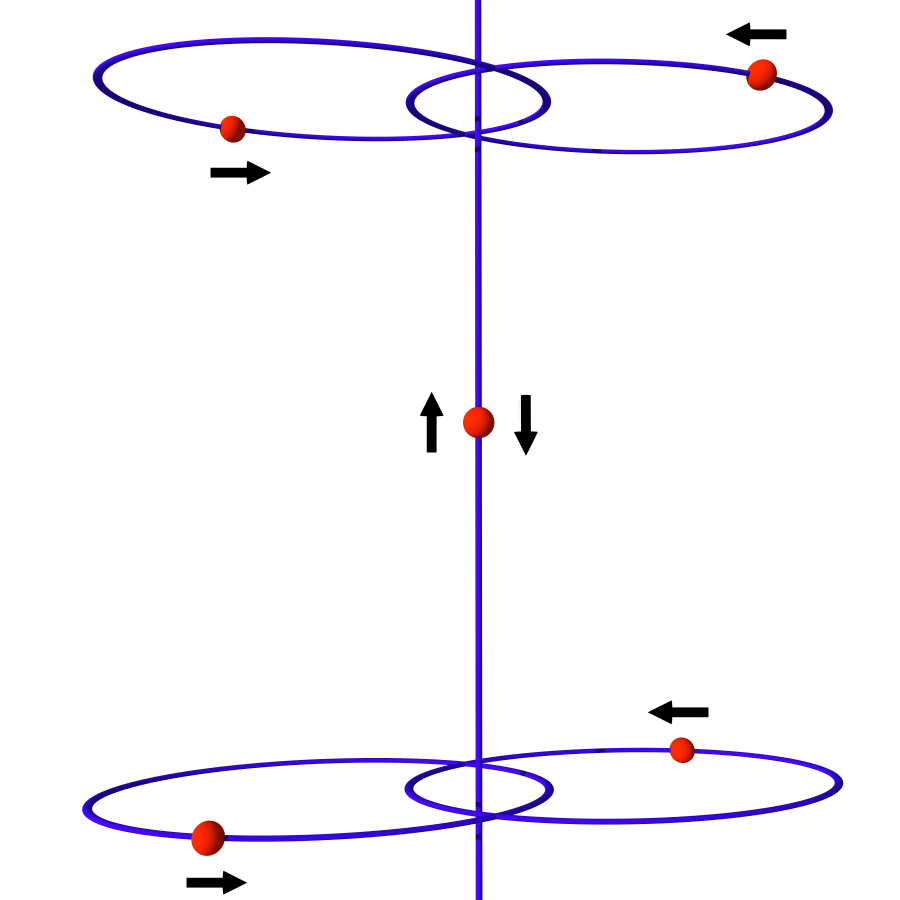
La configuración de cinco cuerpos de Jeff Xia consta de cinco masas puntuales, con dos parejas de ellas dispuestas en órbitas elípticas excéntricas una alrededor de la otra y una masa moviéndose a lo largo de la línea de simetría. Xia demostró que para ciertas condiciones iniciales, la masa final será acelerada a velocidad infinita en tiempo finito. Esta configuración permite demostrar la conjetura de Painlevé para cinco cuerpos en el espacio tridimensional.

En física, la  conjetura de Painlevé es una proposición sobre las singularidades entre las soluciones del problema de los n cuerpos, que afirma que existen singularidades sin colisiones para n ≥ 4.
Fue planteada en 1895 por el matemático y político francés Paul Painlevé (1863-1933).
La conjetura ha sido probada para n ≥ 5 por Jeff Xia. El caso con 4 partículas sigue siendo un problema abierto.

## Antecedentes
Las soluciones {\displaystyle (\mathbf {q} ,\mathbf {p} )} del problema de los n cuerpos {\displaystyle {\dot {\mathbf {q} }}=M^{-1}\mathbf {p} ,\;{\dot {\mathbf {p} }}=\nabla U(\mathbf {q} )} (donde M son las masas y U indica el potencial gravitatorio) se dice que tienen una singularidad si existe una secuencia de instantes {\displaystyle t_{n}} que convergen a un {\displaystyle t^{*}} finito donde {\displaystyle \nabla U\left(\mathbf {q} \left(t_{n}\right)\right)\rightarrow \infty }. Es decir, las fuerzas y aceleraciones se vuelven infinitas en algún instante finito en el tiempo.
Una "singularidad de colisión" se produce si {\displaystyle \mathbf {q} (t)} tiende a un límite definido cuando {\displaystyle t\rightarrow t^{*},t<t^{*}}. Si el límite no existe, la singularidad se denomina singularidad de pseudocolisión o sin colisión.
Paul Painlevé demostró que para n = 3 cualquier solución con una singularidad de tiempo finito experimenta una singularidad con colisión. Sin embargo, no pudo extender este resultado más allá de 3 cuerpos. Sus conferencias de Estocolmo de 1895 terminan con la conjetura de que:
Para n ≥ 4 el problema de los n cuerpos admite singularidades sin colisión.

## Desarrollo
Edvard Hugo von Zeipel demostró en 1908 que si existe una singularidad de colisión, entonces {\displaystyle J(\mathbf {q} (t))} tiende a un límite definido como {\displaystyle t\rightarrow t^{*}}, donde {\displaystyle J(\mathbf {q} )=\sum _{i}m_{i}|\mathbf {q} _{i}|^{2}} es el momento de inercia. Esto implica que una condición necesaria para una singularidad sin colisión es que la velocidad de al menos una partícula se hace ilimitada (puesto que las posiciones {\displaystyle \mathbf {q} } permanecen finitas hasta este punto).
Mather y McGehee lograron demostrar en 1975 que una singularidad sin colisión puede darse en el problema co-lineal de 4 cuerpos (es decir, con todos los cuerpos en una línea), pero solo después de un número infinito de colisiones binarias (regularizadas).
Donald G. Saari demostró en 1977 que para casi todas las condiciones iniciales (en el sentido de la medida de Lebesgue) en el plano o el espacio para problemas de 2, 3 y 4 cuerpos existen soluciones sin singularidad.
En 1984, Joe Gerver dio un argumento para una singularidad de no colisión en el problema planar de 5 cuerpos sin colisiones. Posteriormente encontró una prueba para el caso de cuerpo 3n .
Por último, en su tesis doctoral de 1988, Jeff Xia demostró una configuración de 5 cuerpos que experimenta una singularidad sin colisión.
Joe Gerver ha facilitado un modelo heurístico para la existencia de singularidades de 4 cuerpos pero en la actualidad no existe ninguna prueba formal.